# Neopromachus exiguus
Neopromachus exiguus är en insektsart som beskrevs av Günther 1930. Neopromachus exiguus ingår i släktet Neopromachus och familjen Phasmatidae. Inga underarter finns listade i Catalogue of Life.